# Obciąganie (przygotowanie ściernic)
Obciąganie – obróbka ściernicy mająca na celu nadanie jej odpowiedniego profilu oraz przywrócenie własności skrawnych. Ściernice konwencjonalne obciąga się najczęściej przy pomocy narzędzi diamentowych, rzadziej stalowych czy żeliwnych.